# Kliper

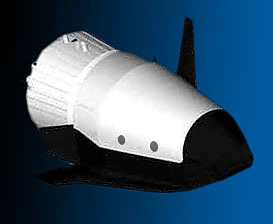
Infografía del transbordador Kliper.

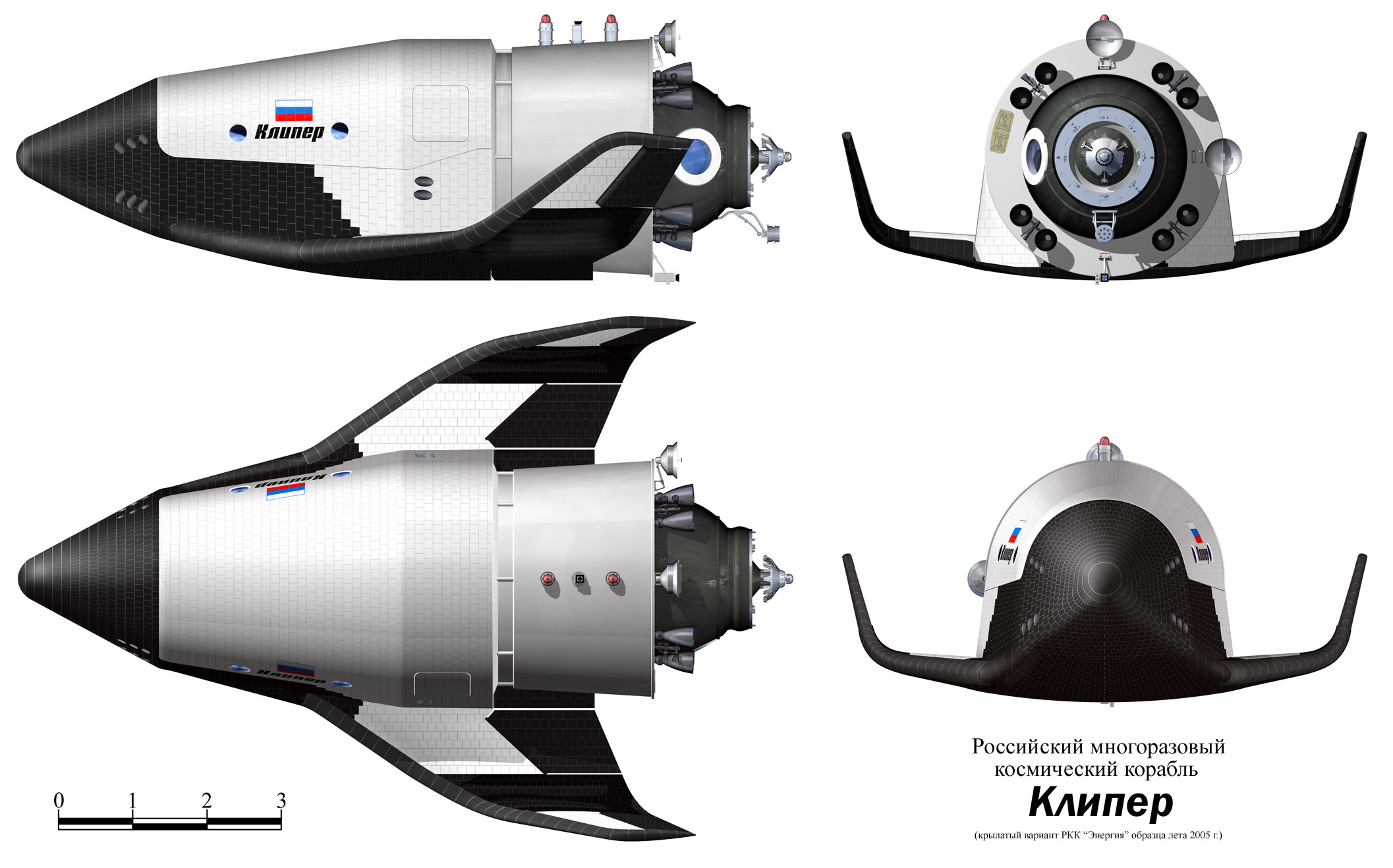
Vistas de la nave Kliper

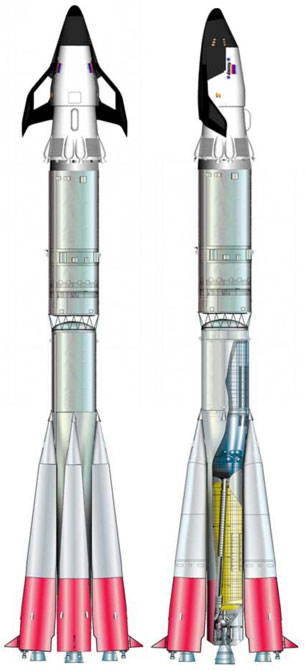
Nave Kliper acoplada a un cohete Soyuz

Kliper (en ruso: Клипер; en español: clíper) fue una propuesta para una nueva generación de transbordadores de relativamente bajo coste parcialmente reutilizables, desarrollados por la compañía rusa NPO Energía, responsable del proyecto Buran, constructores del Soyuz y los Progress, los "caballos de carga" de la Estación Espacial Internacional (EEI por sus siglas en inglés).
El Kliper es un nuevo concepto ideado para hacer más cómodos los trayectos hacia la EEI y poder llevar a las tripulaciones a un bajo coste; la idea deriva de la evolución del programa Soyuz, pero recoge conceptos usados por la Agencia Espacial Europea (ESA, por sus siglas en inglés) en el desarrollo del fallido Proyecto Hermes, como serían la capacidad de maniobra en órbita y también durante la reentrada, gracias a un módulo de propulsión y a sus pequeñas alas. 

## Características técnicas
El transbordador Kliper, al igual que el Hermes, se basa en crear una aeronave reutilizable que sirva para el envío a muy bajo coste, compartiendo características comunes: los motores de inserción orbital son desechables y el lanzamiento se haría sobre un lanzador estándar (bien mediante lanzadores Ariane 5 o bien la familia de lanzadores Soyuz). Debido a la inminente entrada en servicio de la cápsula Automated Transfer Vehicle (ATV) de la ESA para el reabasteciemiento de la EEI, estas tareas no han sido consideradas en el diseño del Kliper, permitiendo que el tamaño de la nave no llegue a superar el de un microbús, pudiendo albergar durante varios días a una tripulación de seis personas, según los diseños preliminares presentados en público.
Otra de sus características es la capacidad de permanencia en el espacio por un periodo entre seis y doce meses para sustituir a las cápsulas soyuz como bote salvavidas en la EEI.
Sus medidas son:
- Largo: 11,5 m
- Diámetro: 3 m
- Envergadura: 7,5 m
- Volumen total de cabina: 20 m³
- Carga útil máxima: 700 kg
- Peso: 14,5 t

El Kliper podría llevar a una tripulación de regreso a la EEI y volver a la tierra, sin tener que depender del programa estadounidense Space Shuttle, agilizando los proyectos internacionales, y con una carga económica muy inferior al coste de lanzamiento de un transbordador estadounidense.
El proyecto presentaba una aerodinámica muy mejorada que permitía reducir considerablemente la fuerza g a la que son sometidos los tripulantes. Además ofrecía una zona para el aseo personal y un módulo para el acoplamiento a la EEI.
Otra de las ventajas del transbordador ruso es su capacidad de reutilización a menor coste. El Kliper está pensado para unas 40 reutilizaciones, frente a las 100 de los modelos estadounidenses. Esto lo hace menos reutilizable, sin embargo ofrece unos costes de producción por unidad muy inferiores al modelo de EE. UU., debido a la "austeridad" del Kliper, que carece de impulsor propio, zona de carga, y depósitos de combustible y, al contrario que el transbordador estadounidense, tendrá paneles solares para la captación de energía como sus hermanos del programa Soyuz, según los diseños publicados por NPO Energía.

## Problemas de financiación
A finales del 2005, la Agencia Espacial Rusa ofreció el proyecto a la ESA y esta acogió el ofrecimiento con moderado optimismo. En octubre de 2005 ofreció participar a las autoridades espaciales japonesas con el fin de crear una alianza donde Rusia aportaría sus grandes conocimientos espaciales y las otras dos agencias sus recursos económicos.
Sin embargo los europeos anunciaron a principios de 2006 su rechazo momentáneo al proyecto por encontrar el proyecto no demasiado maduro, poco definido el papel de la colaboración europea y la incertudumbre reinante en aquel momento sobre el futuro de la Estación Espacial Internacional.
Japón informó, pese a todo, que estudiaría la oferta; mientras Rusia anunciaba que el contratista del Kliper sería escogido el 3 de febrero de 2006. Sin embargo, problemas con las facturas retrasaron la elección en diversas ocasiones hasta que finalmente fue cancelado el 18 de julio.
En su lugar, la Agencia Espacial Rusa y la Agencia Espacial Europea acordaron colaborar en un nuevo proyecto que partiría del diseño de la Soyuz, llamado ACTS.
La empresa Energía ha anunciado que intentará buscar financiación privada para desarrollar el Kliper, pero reconoce que sin financiación pública será difícil que el proyecto salga adelante.